# Félix Toledo
Félix Antonio Toledo (Salta, 1880 - Formosa, diciembre de 1962) fue un militar, político, abogado, 16.º gobernador del Territorio Nacional de Formosa.

## Biografía
Toledo nació en noviembre de 1880. Parece ser que un 8 de noviembre y falleció el 10 de diciembre de 1962 a los 82 años. Sus padres fueron Félix Toledo, y su madre Estela Acosta.
Cursó sus estudios primarios y secundarios en su ciudad natal, y la universidad en la ciudad de Corrientes. Se recibió de abogado,[cita requerida] y luego se enroló en el ejército a los 24 años, en 1904.
Luego de 15 años consigue el grado de Coronel, en 1921. Contrae matrimonio en 1923, con Lidia Junaed, con esta unión nace 1 hijo: Félix. Se hace cargo del Monte de Intantería 29 de Formosa, de 1924 a 1928.
Es nombrado agregado militar de Argentina en Paraguay. Producido el golpe de Estado de 1930 con el.que colabora con este motivo es nombrado gobernador del entonces Territorio Nacional de Formosa, por el presidente de facto José Félix Uriburu en el año 1932, ese mismo año el régimen militar de Uriburu intenta instalar un régimen corporativista e implementar un sistema político basado en el corporativismo, inspirado en el modelo fascista italiano. 
 cesando en el cargo en 1935. En 1938 ya divorciado, contrae nuevamente matrimonio. En 1940 inicia un pequeño negocio en la ciudad de Formosa, en lo que hoy comprende las calles José María Uriburu y Eva Perón.

### Retiro
Se retira de la política y del ejército en el año 1941. Cierra su negocio en el año 1951, y se va a vivir a Uruguay

### Años finales
Vuelve en 1955 y se divorcia nuevamente de 1958. Enferma en 1961 y fallece 1 año después, el 10 de diciembre de 1962 en la ciudad de Ciudad de Formosa.